# Стреймой
Стре́ймой (фар. Streymoy) — самый большой и самый густонаселённый остров Фарерских островов. Здесь располагается столица — Торсхавн. Площадь — 374,89 км².

## География
Остров имеет продолговатую форму и тянется на 47 км с северо-запада на юго-восток. Его ширина — 10 км. На юго-восточной оконечности острова находятся 2 фьорда. Стреймой характеризуется холмистой местностью (в особенности его северо-западная часть), высшая точка — гора Копсенни (789 м).
Также как и на остальных Фарерских островах, на Стреймое находится множество коротких ручьёв и маленьких озёр.

## Население
На острове проживает 22 372 человека (около 40 % населения Фарер) (2013), большинство которых живёт в столице (18 тыс. человек).